# 2 Fast 2 Furious
2 Fast 2 Furious è un film del 2003 diretto da John Singleton.
Sequel di Fast and Furious, il film è il secondo capitolo della serie Fast and Furious. Unico film principale della saga in cui non appare Vin Diesel, ha ricevuto un prequel, The Turbo-Charged Prelude for 2 Fast 2 Furious e un seguito, The Fast and the Furious: Tokyo Drift.

## Trama
Brian O'Conner è un ricercato ed ha cominciato una nuova vita da street racer a Miami. Una sera, in seguito alla chiamata di Tej Parker, un organizzatore di corse illegali, Brian partecipa ad una rocambolesca corsa che, alla fine, lo vede vincitore. Tra la folla acclamante il suo nome, Brian resta abbagliato da una ragazza in particolare ma non riesce a parlarle perché la polizia irrompe all'improvviso e lo arresta dopo un breve inseguimento. Arrivato alla sede dell'FBI, Brian incontra il suo vecchio capitano che gli propone di collaborare sotto copertura al fine di catturare Carter Verone, uno spregevole criminale locale, in cambio della fedina pulita. Brian accetta l'incarico ma chiede che gli venga affiancato Roman Pearce, detto Rom, un suo vecchio amico agli arresti domiciliari che egli ritiene il più adatto a fare coppia con lui. Dopo una breve lite, Roman accetta l'incarico e, tornati a Miami, ai due viene presentata Monica Fuentes, una bellissima agente sotto copertura che da undici mesi si occupa del caso. La ragazza dice loro che Verone cerca dei piloti e che ha provveduto a pagare altri piloti affinché sembri tutto in regola. Dopo aver preso le auto per l'operazione Monica li accompagna alla villa di Verone dove quest'ultimo riunisce tutti i piloti dicendo loro che dovranno superare un test per essere ingaggiati, in pratica una gara a chi recupera per primo un pacchetto a bordo di una sua auto che si trova dall'altra parte della città.
Come prestabilito, Brian e Roman superano la prova e una volta tornati alla villa ricevono delle indicazioni. Successivamente i due vanno da Tej e scoprono che le auto sono collegate ad un sistema GPS monitorato dall'FBI e che Roberto ed Enrique, i due scagnozzi di Verone, li stanno pedinando. Tornati al magazzino dove gli agenti Bilkins e Markham li aspettano, Brian e Roman cominciano a dare le prime informazioni. Una volta usciti, i due cominciano a rendersi conto della gravità della loro situazione ed organizzano una corsa a staffetta con due street racers locali al fine di procurarsi delle auto non monitorate dalla polizia. Vinta la corsa, i due raggiungono Verone al suo locale dove il criminale minaccia davanti a loro un poliziotto per fare in modo che i due abbiano tutto il tempo necessario per il lavoro per cui sono stati assunti: consegnare i proventi della droga, con cui Verone intende fuggire, evitando di essere arrestato e processato per riciclaggio.
Il mattino seguente Monica raggiunge segretamente Brian per informarlo del luogo della consegna e del fatto che entrambi verranno uccisi dopo aver finito il loro lavoro, pregandolo di non fare la corsa. I due scagnozzi di Verone vanno a cercare Monica proprio da Brian e solo per una questione di attimi non succede il peggio: Brian e Monica si scambiano un bacio, e lei fugge non vista dalla finestra del bagno. Verone, che ha assistito alla scazzottata tra i due protagonisti e i due scagnozzi, si fa avanti dicendo che Roberto e Enrique saranno con loro per tutta la corsa. Il giorno dopo, Brian e Roman accompagnati da Roberto ed Enrique prendono le valigie contenenti i soldi di Verone ma la Polizia, seppure in ritardo a causa del poliziotto minacciato, interviene. A bordo delle loro auto, Brian e Roman sanno perfettamente che non possono proseguire e quindi utilizzano le auto vinte durante la corsa organizzata contro i due street racers. Nelle loro intenzioni vi è infatti l'idea di dileguarsi con i soldi di Verone, all'insaputa anche della polizia e delle agenzie federali. Il piano dei due prevede anche l'espulsione dall'abitacolo dei due scagnozzi ma, mentre Roman riesce nell'intento, Brian non può perché gli viene ordinato di dirigersi verso un'altra destinazione; egli si tradisce però quando nomina l'aeroporto. Arrivato a destinazione, Brian ha un faccia a faccia con Verone che scopre così l'identità di Monica, poiché lei era l'unica a sapere del luogo dell'incontro; ordina così l'esecuzione del ragazzo mentre lui e Monica si imbarcano su uno yacht. Roman salva in extremis il suo amico e i due, con un rocambolesco salto da una rampa, atterrano con l'auto sulla barca di Verone, prontamente disarmato da Brian con un colpo di pistola alla spalla. All'arrivo della polizia, i due consegnano il criminale e le borse contenenti il denaro riciclato ricevendo in cambio la conferma della loro libertà.
Brian e Roman scelgono di restare a Miami e di aprire un'officina con i soldi che quest'ultimo si è nascosto sotto la camicia dopo aver consegnato le altre tre borse di soldi delle sei totali.

## Produzione

### Veicoli utilizzati
- Nissan Skyline GT-R R34 argento e blu: Brian O'Conner
- Mitsubishi Lancer Evolution VII giallo limone, dettagli: blu e argento: Brian
- Mitsubishi Eclipse Spyder '02 viola: Roman "Rom" Pearce
- Toyota Supra '94 oro: Slap Jack
- Mazda RX-7 '94 rossa: Orange Julius
- Honda S2000 rosa: Suki
- Dodge Challenger Hemi R/T '70 arancione: Roman
- Chevrolet Camaro Yenko '69 blu: Brian
- Acura NSX '93 arancione: Tej Parker
- Dodge Ram arancione: Tej
- Ferrari 360 Spider rossa: Carter Verone
- Dodge Viper SRT/10 gialla: pilota di Verone
- BMW 323 nera: pilota di Verone
- Ford Mustang Saleen '03 rossa metallizzata: pilota di Verone
- Chevrolet Corvette C5 Spider grigia scura: pilota di Verone
- Bentley Azure: Auto mai usata da Verone
- Ferrari F355 Spider: Auto insieme alla Bentley mai usata da Verone
- Chevrolet Monte Carlo '70: Roman

## Colonna sonora
1. Intro: Get Down (Like a pimp) - David Banner
2. Act A Fool - Ludacris
3. Represent - Trick Daddy
4. Slum - I-20 ft Shawnna & Tity Boi
5. Pick Up The Phone - Tyrese & Ludacris ft R. Kelly
6. Hands In The Air - 8 Ball
7. Gettin It - Chingy
8. Block Reincarnated - Shawnna ft K.L. Offishall
9. Maurice Sinclair - Ride
10. Pump It Up - Joe Budden
11. Hell Yeah - Dead Prez
12. Peel Off - Jin
13. We Ridin - Fat Joe
14. Rollin' On 20's - Lil' Flip
15. Fuck What A Nigga Say - Dirtbag
16. Oye - Pitbull
17. Miami - K'Jon
18. Guess You Didn't Love Me - Terri Walker ft Mos Def (UK BONUS TRACK)
19. Outro - Ludacris

## Distribuzione

### Data di uscita
Il film è uscito nelle sale degli Stati Uniti d'America il 6 giugno 2003 ed in Italia il 20 giugno dello stesso anno.

## Accoglienza

### Incassi
Il film è stato un successo, incassando 127 milioni di dollari in patria e 109 nel resto del mondo, per un totale di 236 milioni, su un budget di 76.

### Critica
Il film è stato accolto negativamente dalla critica. Sul sito Rotten Tomatoes detiene un indice di gradimento del 37%, basato su 160 recensioni professionali. Su Metacritic ha un punteggio di 38 su 100, basato sul parere di 35 critici.
Il film ha anche ricevuto durante l'edizione dei Razzie Awards 2003 due nomination come Peggior remake o sequel e Peggior pretesto per un film attuale.

## Altri media

### Videogioco
Nel 2004 è uscito un videogioco omonimo per telefono cellulare tratto dal film.

## Citazioni
- Per ben due volte Tej Parker chiama Brian col nomignolo di Bullitt, in riferimento all'omonima pellicola con Steve McQueen, che vede uno dei più celebri inseguimenti d'auto della storia del cinema. Il boss narcotrafficante Carter Verone richiama molti aspetti, a partire dal nome, del boss narcotrafficante Calderone apparso nello sceneggiato televisivo Miami Vice.